# Rejoice: Aretha Ōkoku no Kanata
Rejoice: Aretha Ōkoku no Kanata (リジョイス〜アレサ王国の彼方〜? lit. "Beyond the kingdom - Rejoice - Aretha") är ett rollspel till SNES, utgivet 1995 i Japan.

## Handling
Fyra tjuvar bor I en by, och rånar människor samt utforskar gamla ruiner där de letar efter skatter. En översvämning spolar bort flera av byborna, bland dem Trezno (en av tjuvarna) som vaknar upp på en strand. Demonkungen Howard har kidnappat Trezno, och de andra tjuvarna måste rädda honom. 

### Fotnoter
1. 1 2 3  ”Release information”. Gamefaqs. Arkiverad från originalet den 2 november 2012. https://web.archive.org/web/20121102180458/http://www.gamefaqs.com/snes/571271-rejoice-aretha-oukoku-no-kanata/data. Läst 25 maj 2014.
2. ↑  ”Composer information”. SNES Music. http://www.snesmusic.org/v2/profile.php?profile=set&selected=14764. Läst 25 maj 2014.
3. ↑  ”Overview of game”. Mobygames. http://www.mobygames.com/game/snes/rejoice-aretha-koku-no-kanata. Läst 25 maj 2014.